# Фабіан Бальбуена
Фабіан Бальбуена (ісп. Fabián Balbuena; нар. 23 серпня 1991, Сьюдад-дель-Есте) — парагвайський футболіст, захисник клубу «Динамо» (Москва). На умовах оренди грає за «Корінтіанс».
Виступав, зокрема, за клуби «Серро Портеньйо» (Пресіденте Франко), «Насьйональ» та «Лібертад», а також національну збірну Парагваю.

## Клубна кар'єра
У дорослому футболі дебютував 2010 року виступами за команду клубу «Серро Портеньйо» (Пресіденте Франко), в якій провів два сезони, взявши участь у 76 матчах чемпіонату. Більшість часу, проведеного у складі, був основним гравцем захисту команди.
Протягом 2013 року захищав кольори команди клубу «Рубіо Нью».
Своєю грою за останню команду привернув увагу представників тренерського штабу клубу «Насьйональ», до складу якого приєднався 2013 року. Відіграв за команду з Асунсьйона наступний сезон своєї ігрової кар'єри. Граючи у складі «Насьйоналя», також здебільшого виходив на поле в основному складі команди.
2014 року уклав контракт з клубом «Лібертад», у складі якого провів наступні два роки своєї кар'єри гравця. Тренерським штабом нового клубу також розглядався як гравець «основи».
До складу клубу «Корінтіанс» приєднався 2016 року. Відтоді встиг відіграти за команду з Сан-Паулу 69 матчів у національному чемпіонаті.
У 2019—2021 захищав кольори англійського клубу «Вест Гем Юнайтед».

## Виступи за збірну
2015 року дебютував в офіційних матчах у складі національної збірної Парагваю. Наразі провів у формі головної команди країни 30 матчів, забив 1 гол.
У складі збірної був учасником Кубка Америки 2015 року в Чилі, Кубка Америки 2016 року в США.

## Статистика виступів

### Статистика клубних виступів
| Сезон                    | Команда                               | Чемпіонат                | Чемпіонат | Чемпіонат | Національний кубок | Національний кубок | Національний кубок | Континентальні кубки | Континентальні кубки | Континентальні кубки | Інші змагання | Інші змагання | Інші змагання | Усього | Усього |
| Сезон                    | Команда                               | Ліга                     | Ігор      | Голів     | Ліга               | Ігор               | Голів              | Ліга                 | Ігор                 | Голів                | Ліга          | Ігор          | Голів         | Ігор   | Голів  |
| ------------------------ | ------------------------------------- | ------------------------ | --------- | --------- | ------------------ | ------------------ | ------------------ | -------------------- | -------------------- | -------------------- | ------------- | ------------- | ------------- | ------ | ------ |
| 2010                     | «Серро Портеньйо» (Пресіденте Франко) | ДІ                       | ?         | ?         | -                  | -                  | -                  | -                    | -                    | -                    | -             | -             | -             | ?      | ?      |
| 2011                     | «Серро Портеньйо» (Пресіденте Франко) | ДІ                       | ?         | ?         | -                  | -                  | -                  | -                    | -                    | -                    | -             | -             | -             | ?      | ?      |
| 2012                     | «Серро Портеньйо» (Пресіденте Франко) | ПД                       | 41        | 1         | -                  | -                  | -                  | -                    | -                    | -                    | -             | -             | -             | 41     | 1      |
| Усього «Серро Портеньйо» | Усього «Серро Портеньйо»              | Усього «Серро Портеньйо» | 76        | 5         |                    | -                  | -                  |                      | -                    | -                    |               | -             | -             | 76     | 5      |
| 2013                     | «Рубіо Нью»                           | ПД                       | 17        | 1         | -                  | -                  | -                  | -                    | -                    | -                    | -             | -             | -             | 17     | 1      |
| 2013                     | «Насьйональ»                          | ПД                       | 14        | 0         | -                  | -                  | -                  | ПК                   | 2                    | 0                    | -             | -             | -             | 16     | 0      |
| 2014                     | «Насьйональ»                          | ПД                       | 16        | 1         | -                  | -                  | -                  | КЛ                   | 10                   | 0                    | -             | -             | -             | 26     | 1      |
| Усього «Насьйональ»      | Усього «Насьйональ»                   | Усього «Насьйональ»      | 30        | 1         |                    | -                  | -                  |                      | 12                   | 0                    |               | -             | -             | 42     | 1      |
| 2014                     | «Лібертад»                            | ПД                       | 16        | 1         | -                  | -                  | -                  | ПК                   | 4                    | 0                    | -             | -             | -             | 20     | 1      |
| 2015                     | «Лібертад»                            | ПД                       | 19        | 2         | -                  | -                  | -                  | КЛ+ПК                | 6+2                  | 0+0                  | -             | -             | -             | 27     | 2      |
| Усього «Лібертад»        | Усього «Лібертад»                     | Усього «Лібертад»        | 35        | 3         |                    | -                  | -                  |                      | 12                   | 0                    |               | -             | -             | 47     | 3      |
| 2016                     | «Корінтіанс»                          | A                        | 0         | 0         | КБ                 | 0                  | 0                  | КЛ                   | 1                    | 0                    | -             | -             | -             | 1      | 0      |
| Усього за кар'єру        | Усього за кар'єру                     | Усього за кар'єру        | 158       | 10        |                    | -                  | -                  |                      | 25                   | 0                    |               | -             | -             | 183    | 10     |